# Дуња
Дуња (Cydonia oblonga) је једина врста рода Cydonia (Maloideae, Rosaceae). Њено ботаничко име потиче од грчког града Kydonia (данас Ханија) на сјеверозападу острва Крита. У Јерменији и Ирану дуња се може наћи у природи.

## Опис
Стабло дуње је 4 до 6 m високо дрво које се може наћи у Азији и Европи. Цвјета у мају и јуну и има бијеле до ружичасте цвјетове. Латице цвјетова су дуге између 2 и 5 cm. Пошто се у топлијим предјелима боље осјећа, култивише се најчешће у виноградарском окружењу.
Плод дуње је сличан плоду јабуке или крушке. Од дуња је могућа припрема компота, желеа, као и сокова.
Дуње се често саде у подножјима дрвета крушке и других високих воћних стабала и рађају након 4 до 8 година. Размножавање путем пелцера и укрштањем успијева само понекад.

## Плод
Плод дуње садржи веома пуно витамина Ц, затим калијум, натријум, цинк, гвожђе, бакар, манган, пектин и друге органске и неорганске киселине. Сјеме дуње садржи различите слузи, уља као и отровни цијанид гликозид (Cyanid-Glykosid).

## Симболика, Митологија
Дуња важи за симбол љубави, среће, плодности, памети, љепоте, постојаности и непролазности.
У античким легендама, дуњом су богови одређивали судбине. Она је била плод Афродите и Гаје. Парис ју је, по обећању лијепе Хелене, предао Афродити као најљепшој од свих богиња.

## Састав
Има око 20% слузи, пектина, око 8% разних шећера, око 1% јабучне киселине, 15% масног уља, амигдалина (0,5%), емулзина, протида и танина.

## Употреба
Употребљава се као слузаво средство за израду емулзија и микстура против кашља, као вода за облоге, против опекотина, за козметику и у индустрији. Данас се, без разлога, употребљава много мање него раније. Грци и Римљани су дуњу много ценили као благо средство против пролива (танин и слуз). Присутна цијановодонична киселина у семену чини да локално анестезира. Ако се за израду слузи употреби здробљено семе, у њему може бити толико ове киселине, да се могу појавити и случајеви тровања. Зато слуз треба правити од целог семена, ако се не жели истовремено дејство слузи и цијановодоничне киселине.
У индустријским земљама дуњино семе се све више употребљава, тако да се наша производња углавном извози.
Од дуњиног семена се израђују лекови на исти начин као и код наниног семена.

## Сок од дуње
Служи као пријатан и лековит напитак који освежава и јача слузницу уста, желуца и црева. На западу се даје против досадних и упорних пролива деце. Сок се прави цеђењем и стругањем зрелих и здравих дуња. Фабрике сокова праве мутан и бистар сок.

## Производња дуња
| Десет највећих произвођача у 2012. | Десет највећих произвођача у 2012. | Десет највећих произвођача у 2012. |
| Држава                             | Производња (у тонама)              |                                    |
| ---------------------------------- | ---------------------------------- | ---------------------------------- |
| Турска                             | 135.406                            |                                    |
| Кина                               | 125.000                            |                                    |
| Узбекистан                         | 80.000                             |                                    |
| Мароко                             | 46.000                             |                                    |
| Иран                               | 36.500                             |                                    |
| Аргентина                          | 27.500                             |                                    |
| Азербејџан                         | 27.140                             |                                    |
| Шпанија                            | 14.000                             |                                    |
| Србија                             | 10.795                             |                                    |
| Алжир                              | 10.516                             |                                    |
| Свет                               | 596.532                            |                                    |